# Maurice Hewitt
 (août 2022).
La mise en forme du texte ne suit pas les recommandations de Wikipédia : il faut le « wikifier ».
Les points d'amélioration suivants sont les cas les plus fréquents. Le détail des points à revoir est peut-être précisé sur la page de discussion.
- Les titres sont pré-formatés par le logiciel. Ils ne sont ni en capitales, ni en gras.
- Le texte ne doit pas être écrit en capitales (les noms de famille non plus), ni en gras, ni en italique, ni en « petit »…
- Le gras n'est utilisé que pour surligner le titre de l'article dans l'introduction, une seule fois.
- L'italique est rarement utilisé : mots en langue étrangère, titres d'œuvres, noms de bateaux, etc.
- Les citations ne sont pas en italique mais en corps de texte normal. Elles sont entourées par des guillemets français : « et ».
- Les listes à puces sont à éviter, des paragraphes rédigés étant largement préférés. Les tableaux sont à réserver à la présentation de données structurées (résultats, etc.).
- Les appels de note de bas de page (petits chiffres en exposant, introduits par l'outil «  Source ») sont à placer entre la fin de phrase et le point final[comme ça].
- Les liens internes (vers d'autres articles de Wikipédia) sont à choisir avec parcimonie. Créez des liens vers des articles approfondissant le sujet. Les termes génériques sans rapport avec le sujet sont à éviter, ainsi que les répétitions de liens vers un même terme.
- Les liens externes sont à placer uniquement dans une section « Liens externes », à la fin de l'article. Ces liens sont à choisir avec parcimonie suivant les règles définies. Si un lien sert de source à l'article, son insertion dans le texte est à faire par les notes de bas de page.
- La présentation des références doit suivre les conventions bibliographiques. Il est recommandé d'utiliser les modèles {{Ouvrage}}, {{Chapitre}}, {{Article}}, {{Lien web}} et/ou {{Bibliographie}}. Le mode d'édition visuel peut mettre en forme automatiquement les références.
- Insérer une infobox (cadre d'informations à droite) n'est pas obligatoire pour parachever la mise en page.

Pour une aide détaillée, merci de consulter Aide:Wikification.
Si vous pensez que ces points ont été résolus, vous pouvez retirer ce bandeau et améliorer la mise en forme d'un autre article.
Maurice Hewitt, né le 6 octobre 1884 à Asnières-sur-Seine, mort à Créteil le 7 novembre 1971, était un violoniste et un chef d'orchestre français.

## Biographie

### Les débuts
Maurice (Louis Pierre) Hewitt entra au Conservatoire de Paris en 1898 dans la classe de violon d'Augustin Lefort. Son nom paraît dans la presse pour la première fois l'année suivante :  il interprète la Polonaise de Vieuxtemps, le 11 juin 1899, dans le cadre d'une audition des élèves de Mme Boucherit (d'Asnières) et de son fils, Jules Boucherit.
Il réapparaît quelques mois plus tard lors d'un concert « au profit de l'œuvre des Refuges-Ouvroirs pour les femmes enceintes » à la salle des fêtes du Journal, en février 1900. L'auteur de l'article souligne « le jeu net et vibrant d'un jeune violoniste de quatorze ans, M. Maurice Hewitt, élève d'Augustin Lefort, d'une virtuosité étonnante. »
Son père meurt le 21 juillet 1902.
Le Journal du 12 mars 1903 nous apprend que deux jours plus tôt, il a joué « fort gracieusement un Menuet de son professeur au Conservatoire, M. A. Lefort » dans le cadre des concerts de la salle des Sociétés savantes.
Il décroche un premier prix de violon au Conservatoire de Paris en 1904 et commence une carrière de concertiste, le 11 mai 1906 avec la cantatrice Marie Capoy (pt) et Georges Loth à l'orgue (Salle Berlioz, 55, rue de Clichy), et donne un autre concert le lendemain salle Hoche.
Le 10 janvier 1907, lui et le violoncelliste Diran Alexanian sont dirigés par Pierre Monteux à la tête de l'orchestre des Concerts Berlioz. Un nouveau concert au même endroit et avec le même orchestre réunit le 29 janvier Hewitt, Monteux et son épouse, Victoria Monteux-Barrière, pianiste.
Le 15 avril 1907, le New York Herald Paris  annonce un concert de Ferry Lulek à la salle des Agriculteurs, avec Josef Szulc, Maurice Hewitt  et le pianiste Eugène Wagner.
Hewitt se marie (pour la première fois) le 9 avril 1908. Pierre Monteux est son témoin. (Il divorce en 1918).
Le 14 mars 1909 il est à Rouen pour accompagner Marie Capoy avec Alfred Casella, « pianiste, soliste des concerts Colonne » et Diran Alexanian (violoncelle solo du casino de Dieppe).

### Dans le sillage des grands
En 1909 toujours, Hewitt est remarqué par Lucien Capet qui « le choisit pour le rôle délicat de deuxième violon dans son Quatuor ». Hewitt participe à plusieurs concerts du quatuor Capet à Bruxelles en 1909. Il reste leur deuxième violon jusqu'à la mort de L. Capet en 1928. Il existe un bon nombre d'enregistrements réalisés à Londres de 1923 à 1928.
Le 20 août 1909 a lieu au Casino de Dieppe (qui jouait un rôle non négligeable dans la vie musicale de l'époque) un « concert instrumental avec le concours de M. Hewitt ». Pierre Monteux était alors le chef de l'orchestre du casino.
En février 1910, il joue à Istanbul, avec la Société des instruments anciens invitée par l’Union Française d’Istanbul. Ce groupe fut fondé en 1901 pour faire découvrir les œuvres alors méconnues des compositeurs des XVIIe et XVIIIe siècles sur instruments anciens. L'ensemble connaît un vif succès et voyage dans toute l'Europe. Le cofondateur, Henri Casadesus, est aussi altiste du Quatuor Capet. Hewitt, au quinton, joue avec cet ensemble au moins jusqu'en mai 1919. Un journaliste note que « Mme Regina Patorni, la claveciniste, joue fort bien de cet instrument qui nous semble aujourd'hui si original. »
Hewitt continue à se produire avec le Quatuor Capet, en juin 1910, salle Pleyel (quatuors de Beethoven) et le 13 novembre, au Conservatoire, où il accompagne Gabriel Fauré, rentré de Russie, avec la Société des Instruments Anciens, à Pleyel, le 10 avril 1911, et avec les deux lors d'un concert à Dijon avec le concours de Fauré.
En avril-mai 1920, il donne une série de trois concerts de musique italienne ancienne à la salle des Agriculteurs. Avec le pianiste Nando Benvenuti, il accompagne trois cantatrices, dont "Mme Romanitza" (1888-1944) et Jane Bathori.

### Musicien et pédagogue
En 1920, il devient professeur de violon à l'École normale de musique fondée en 1919 par Alfred Cortot (où enseignent de nombreuses autres célébrités musicales) .
Le 12 février 1921, il participe aux Concerts Colonne, au Chatelet, avec la Société des instruments anciens.
Hewitt se remarie le 18 novembre 1921 (à Simone Henriette Jeanne Tilliard; le divorce est prononcé le 29 mars 1930).
Dès  l'ouverture du Conservatoire américain de Fontainebleau (dans l'aile Louis XV du Palais de Fontainebleau), Hewitt y enseigne le violon et participe aux nombreux concerts qui y sont organisés (Salle du Jeu de Paume) à partir du mois d'août. L'un de ces concerts réunit Hewitt, Lucien Capet et Robert Casadesus.
Le concert du 5 août 1922 est consacré à la musique de Paul Vidal. Y participent, outre Vidal et Hewitt, la soprano Marcelle Demougeot, Suzanne Denis-Vidal, Robert Casadesus, et André Hekking. Hewitt joue les quatuors 1 et 2 de Fauré, avec André Hekking, Léon Pascal et la jeune pianiste Jeanne-Marie Darré.
En 1926, c'est Gabriel Dupont qui est à l'affiche, avec la participation, outre de Hewitt, de Maurice Dumesnil, Bazelaire, Louis Chacaton (altiste), Albert Locatelli et Lola Rieder.
Le concert du 25 juillet 1927 est diffusé « depuis le Palais de Fontainebleau » sur Radio PTT Paris (qui diffuse depuis 1923). Hewitt y joue les quatuors op. 50 d'Emile Bernard et op. 15 de G. Fauré. En août 1927, c'est Saint-Saëns qui est à l'honneur, et Hewitt joue en compagnie, notamment, d'Isidor Philipp et de l'altiste Georges Taine. En 1928, les artistes (Hewitt, Gerald Reynolds, Isidor Philipp, Quinto Maganini) présentent un programme de « musique ancienne » (Vivaldi, Rameau et Bach).

### Le Quatuor Maurice-Hewitt
C'est dans la salle du Jeu de Paume de Fontainebleau que se produit pour la première fois le Quatuor Maurice Hewitt (13 septembre 1926) avec lequel il se produit jusqu'en 1946 (avec Hewitt, premier violon; Pierre Lepetit, deuxième; Jacques Boucher, alto; et Victor Clerget, violoncelle).
Le quatuor Hewitt est particulièrement actif dans les années 1938-1939, lorsque Hewitt fonde les séances de Musique de Chambre Lucien Capet qui ont lieu dans un studio au 45ter rue des Acacias. La première séance, le 29 novembre 1937, est consacrée aux quatuors de Maurice Ravel et Claude Debussy et à des mélodies de ces deux compositeurs interprétées par Pierre Bernac.
Les artistes invités aux séances suivantes (jusqu'au 2 juin 1939 au moins) sont tout aussi prestigieux : Lelia Gousseau, Lucien Lavaillotte, Lily Laskine, Joseph Benvenuti (1898-1967, pianiste), Denyse Dixmier (pianiste) et Suzanne Peignot, cantatrice, et de nouveau P. Bernac avec un programme de mélodies sur des poèmes de P. Eluard - et Bernac est accompagné par Poulenc lui-même.
Aux séances suivantes, le Quatuor joue des œuvres de contemporains (Quincy Porter, Caplet, Arthur Honegger et Stravinsky) et Ravel (Sonate pour piano et violon, Trio, Histoires naturelles), revient à Franck (Quintette), Debussy (Quatuor, Chansons, Danses), et retrouve Haydn, Schubert et Brahms.
Les « séances » de Hewitt attirent les louanges du musicologue Henri de Curzon qui se réjouit d'y avoir entendu, notamment, Louis Bleuzet dans le Quintette en mi bémol KV 452 de Mozart.
Le Quatuor Hewitt refait ensuite parler de lui en 1946.

### Les années 1930
Au début des années 1930, Hewitt partage son temps entre les États-Unis, où il enseigne le violon à l'Institut de musique de Cleveland (en) (1930-1934)  et la France, où il poursuit son enseignement à Fontainebleau et sa carrière de soliste : en février et mars 1931, il joue des œuvres de Quincy Porter, dont la femme, Lois, est son élève, accompagné par la pianiste Lélia Gousseau (en mars).
Hewitt se marie pour la troisième fois le 6 août 1935 (à Elvira Ruth Tourn).
En 1935-1936, il donne plusieurs concerts avec le pianiste Paul Loyonnet. En février 1936, ils donnent à la salle de Géographie des sonates de Lekeu, Debussy et Fauré). Ils passent sur Radio Paris en 1936 et 1937.
En 1935 et 1936 (au moins), il est professeur au Conservatoire international de musique de Paris (tout en continuant ses activités à Fontainebleau). A partir de la fin de 1938 et jusqu'à la fin de 1939, l'« Ensemble instrumental de Maurice Hewit » passe fréquemment à la radio. Aux membres du Quatuor Hewitt s'ajoutent André Proffit et Enyss Djemil (violons) ;  Elissalde, alto ; et André Theurer (violoncelle) et peut jouer en sextuor, en octuor, ou s'adjoindre d'autres instrumentistes, selon les besoins. Le 23 décembre 1938, l'Ensemble passe sur Radio Tour Eiffel, avec Lélia Gousseau, pianiste et Suzanne Peignot, cantatrice. Au programme figure notamment l'Octuor d'Enesco. Il est ensuite sur Radio PTT Paris avec le baryton Yvon Le Marc'hadour pour les Fêtes d'Alexandre de Haendel, Cinq chants laotiens de H. Tomasi (1933) et l'Octuor de Mendelssohn. Hewitt passe de nouveau sur Radio Paris les 18 et 21 décembre 1938 pour un hommage à Lucien Capet (mort en 1928) : accompagné par Anne Capet, il interprète la Sonate pour violon et piano de L. Capet, avant que soit diffusé un enregistrement du Quatuor n°10 de Beethoven par le Quatuor Capet en 1928.
Il donne encore un concert en soliste le 29 déc 1939 (Sonate concert de Veracini) sur Radio Paris.

### La guerre
Pendant la guerre, certaines activités pédagogiques se trouvent interrompues : le Conservatoire international de Fontainebleau a transféré ses activités aux États-Unis. En revanche, Hewitt peut enseigner à l'Institut Beethoven, qui fait paraître un encart publicitaire dans L'Intransigeant du 4 novembre 1939 : « Messieurs Paul Loyonnet, Maurice Hewitt, André Lévy, continuent d'y assurer leur enseignement, comme par Ie passé. »
Les concerts se poursuivent aussi. Le 10 mai 1940, quelques jours après que le gouvernement norvégien a trouvé refuge à Londres, Hewitt participe avec l'Ensemble à un concert de charité au Cercle Interallié avec la soprano norvégienne Eide Norena (1884-1968).
En 1941, Hewitt élargit son ensemble qui devient l'Orchestre de Chambre Maurice Hewitt et compte une vingtaine d'artistes. Les Discophiles français (la maison de disques d'Henri Screpel) organise des concerts, notamment celui de la salle Gaveau du 12 juin : Der Deutsche Wegleiter für Paris annonce « Orchester Hewitt (alte Musik) ». Hewitt s'adjoint à l'occasion le concours de solistes (comme Michèle Auclair, en 1942, ou Gabriel Grandmaison (pour le Divertissement pour basson et quintette à cordes de J. Françaix, diffusé à la radio le 25 mars 1943. Le 23 octobre 1941, salle Gaveau, l'Orchestre participe au « Festival Mozart ». C'est certainement ce concert que salue Robert Bernard, le 6 novembre 1941 : Hewitt a donné deux symphonies de Mozart, et le Concerto pour clarinette avec François  Étienne. Hewitt a, de nouveau, reçu le soutien des Discophiles français.
L'orchestre de chambre Maurice-Hewitt est passé sur Radio Paris de nombreuses fois entre octobre 1943 et le 27 décembre 1943 : il ne réapparaît plus à la radio, ensuite, qu'après la guerre. L'orchestre Hewitt a, en outre, laissé de nombreux enregistrements, notamment sous le label Les Discophiles Français.
D'autres concerts suivent : celui du 8 janvier 1942, salle Gaveau (Haendel, Couperin, Vivaldi), est annoncé par plusieurs encarts publicitaires dans Comœdia (10 janvier 1942, p. 5). Un concert a lieu le 28 mars 1942 à l'église de l'Étoile, avec au programme Händel, Bach, Corelli, et Nicolas Bernier. Le 28 mai 1942, Hewitt dirige l'orchestre (ou l'ensemble) au Conservatoire dans un programme consacré à Vincent d'Indy, avec Lucienne Delforge, Lucien Lavaillotte, et Paul Tortelier (Sonate pour piano, Concert pour piano, flûte, violoncelle et orchestre à cordes).
Les 13 et 27 juin 1942, il dirige l'orchestre de chambre au Conservatoire de Lille. Rameau, Mozart, et Bach sont au programme des deux concerts, Vivaldi figurant à celui du 13, et Haendel le 27.
Le critique et compositeur Gustave Samazeuilh souligne dans Le Temps du 12 novembre 1942 « le rôle éducatif et artistique » de Hewitt, qui vient de faire entendre de larges extraits des Indes Galantes.
Hewitt revient au répertoire ancien dans l'amphithéâtre Richelieu de la Sorbonne, le 21 novembre 1942 : il interprète L'Apothéose de Lully de Couperin, les Variations sur le Chant du Chevalier d'Antonio de Cabezon, compositeur espagnol du XVIe siècle, dans une transcription pour cordes due à Roland Manuel, « véritable révélation de la soirée », et le Concerto (op. 4 ?) n°6 en si bémol pour clavecin et orchestre de Handel avec son orchestre et le claveciniste (et organiste) André Marchal (qui joue aussi plusieurs pièces de Bach) .
Le premier des Concerts de la Pléiade a lieu le 8 février 1943. Il s'agissait d'un concert plus ou moins clandestin, et Hewitt dirigea l'orchestre, comme il le fit souvent par la suite jusqu'à celui du 28 juin 1943, le concert de la Pléiade suivant ayant eu lieu après son arrestation.
Après le deuxième de ces concerts, celui du 2 mars 1943, Arthur Honegger dans Comœdia (3 avril 1943) déplore la disparition du répertoire « ces derniers temps » des œuvres de « Strawinsky » (interdites par l'occupant, et applaudit leur réapparition : Désormière vient de diriger Le Rossignol (Société des concerts), « Oubradous donne l'Octuor, [son fils Sviatoslav, dit] Soulima Strawinsky ressuscite le Capriccio et Hewitt, au second concert de la « Pléiade » inscrit Apollon musagète ». « Ces concerts de la « Pléiade » renouent la tradition des concerts de la « Sérénade ». C'est devant une assistance de choix qu'ils se déroulent. Toutes les vedettes du public sont là, ou presque. On y joue des œuvres que les concerts habituels négligent. C'est un menu pour les palais délicats. Deux « tout jeunes » y figurent: Michel Ciry avec une Suite fort divertissante, Emile Damais, avec un poème de Mallarmé Apparition où l'on peut discerner une sensibilité très personnelle. Les beaux Poèmes hindous de Delage, promesses de l'avant-guerre 1914, voisinent avec les Bagatelles d'Auric, efflorescence de l'avant-guerre 1940. Cela n'est pas sans créer une certaine mélancolie. Rameau et Fauré étendent sur eux la tradition du génie français. Mme Irène Joachim et Jansen sont avec l'ensemble Hewitt des interprètes fidèles et émouvants. »
Les Ombres du Jardin de Sauguet, cantate pour quatre solistes, chœur et orchestre, sur un poème de Joseph Weterings (en), créée par Paul Collaer (qui était à la tête d'une initiative comparable à celle des Concerts de la Pléiade) à Bruxelles le 17 mars 1943, connaît  sa création française dans le cadre du concert de la Pléiade du 28 juin 1943, Salle Gaveau, avec Hewitt à la tête de son orchestre, et Janine Micheau, Georges Jouatte, Henri Etcheverry, Pierre Nougaro.
Dans la même période, Der Deutsche Wegleiter für Paris continue d'annoncer ses concerts, le 10 juin 1943, salle Gaveau, avec Samson François (Beethoven), le 21 juin 43 avec « Passani Chor und Ginette Neveu » (Debussy, Poulenc, Ravel).
Le concert prévu pour le 2 décembre 1943, au Conservatoire, fut toutefois annulé sans préavis : Hewitt avait été arrêté par la Gestapo "quarante-huit heures environ avant cette soirée".

### La déportation
Hewitt s'engage dans la Résistance dès 1940. Il appartenait au réseau du Colonel Maurice Buckmaster, et aidait des parachutistes américains. Dénoncé, il se fait arrêter en novembre 1943 et déporter en janvier 1944 au camp de concentration de Buchenwald. Il y fonde (illégalement) un quatuor avec d'autres détenus. Un autre prisonnier, René Marnot l'évoque, « qui le soir, assis sur votre grabat, nous analysait les richesses d'une symphonie de Mozart. »
Buchenwald est libéré le 11  avril. Jean Wiéner rend hommage à Hewitt dans le journal Ce soir du 27 avril 1945, quelques jours après son retour d'Allemagne.
Hewitt est médaillé de l'ordre de la Libération par décret du 24 avril 1946. Son fils Jean (Maurice) Hewitt (1914-1990) et l'épouse de celui-ci, née Nadine Fratkine (1917-2001) le sont aussi, par décret du 31 mars 1947, ainsi qu'une certaine « Elirie Elvire Hewitt » qui pourrait bien être Elvira, la troisième femme de Hewitt. Il est fait officier de la Légion d'honneur en mars 1947 (Journal officiel du 25 mars), en même temps que Milhaud.

### Retour à la vie musicale
Le 2 novembre 1945 a lieu au Palais de Chaillot un concert donné par l'Orchestre national en hommage aux déportés morts en captivité. On y entend le Martyre de Saint Sébastien (Debussy), deux créations, Offrande à une ombre, à la mémoire de Maurice Jaubert (Henri Barraud) et Chant des Déportés, de Messiaen. Le concert se terminait par le Requiem de Fauré dirigé par Hewitt, présenté par l'International Herald Tribune du 13 novembre comme « le chef d'orchestre des Concerts de la Pléiade, ancien professeur de violon au Cleveland Institute of Music, qui avait été déporté à Buchenwald et libéré par les soldats américains. ».
Deux ans jour pour jour après le concert annulé du 2 décembre 1943, Hewitt organisa un nouveau concert entièrement consacré à Mozart, sur la même scène du Conservatoire, "avec le même programme et le même orchestre (à quelques éléments près)" : les musiciens donnèrent la Sérénade en ré majeur, le Divertissement en si bémol majeur pour instruments à cordes et deux cors (Divertimento No. 15 (Mozart) (en) ), l'Ode funèbre en ut mineur et finalement, la Symphonie Jupiter.
Un article des Cahiers du Nord — le trimestriel de Nestor Miserez — du 1er janvier 1946 classe l'Orchestre Maurice Hewitt parmi les quatre orchestres de chambre qui « méritent une place d'honneur », avec la Société de musique de chambre pour instruments à vent (reprise en 1941 par Fernand Oubradous), l'ensemble Ars Rediviva de Claude Crussard, et l’ensemble Paul Bazelaire.
L'International Herald Tribune du 26 décembre 1944 publie un long article rédigé par son critique musical, le compositeur américain Edmund J. Pendleton intitulé « Des Français ont combattu l'ennemi avec la musique pour arme » : l'auteur y exalte le rôle joué par Hewitt aux Concerts de la Pléiade
Le Quatuor Hewitt est reformé, composé maintenant de Hewitt, Jacques Gotkowsky (ancien du Quatuor des Violes d'Henri Casadesus), et deux anciens du Quatuor Capet : Henri Benoit et André Lévy. Le concert du 10 mars 1946 est l'occasion de rappeler le rôle de soutien joué par Hewitt à Buchenwald. Le concert du 13 novembre (concerts de Rameau par le sextuor Hewitt), au Centre Marcellin-Berthelot (Maison de la Chimie) rend un hommage (organisé par des communistes, en présence de Marcel Cachin) à  Francis Jourdain, peintre et résistant. Suivent enfin quatre dates à la salle Gaveau, où Hewitt semble s'établir durablement, fin novembre. L'Orchestre de Chambre Maurice Hewitt réapparaît à la radio, sur P. I. (Paris Inter) le 12 juin 1948, les 24 juin (de la salle Gaveau), 30 juin  et 1er juillet 1950 (Mozart, Honegger, Bartok), et le 31 mars 1953, avec un programme réunissant John Dowland, Mozart et Hindemith. Le 20 août 1950, il joue Rameau sur 'Chaîne nationale', qui devient par la suite France Culture.
Un nouvel article de Pendleton dans le Herald du 6 juillet 1950 retrace l'histoire de Hewitt et rend compte de deux concerts récents donnés par l'Orchestre à la salle Gaveau (Bach, et Apollon Musagete pour le premier, et pour l'autre symphonie Haffner et Ode funèbre K 477, “Chant du Chevalier” par De Cabezon, et “Divertimento” de Bela Bartok.
D'autres concerts à la salle Gaveau continuent d'attirer l'attention des critiques : France-Illustration le 9 novembre 1950, Le Monde le 26 décembre, Ce soir le 28 décembre, sous la plume Hélène Jourdan-Morhange.
Hewitt dirige encore son orchestre lors du premier concert de la nouvelle Guilde française des artistes solistes (présidée par Marguerite Long) au Théâtre des Champs-Élysées en octobre 1952, avec Vivaldi au programme, et revient à la salle Gaveau, toujours avec son orchestre, les 10 octobre et 28 novembre 1953. En juin 1954, il crée la Symphonie n°2 de Marcel Delannoy directement à la radio. Il revient à la salle Gaveau et accompagne la pianiste Odette Gartenlaub, le 6 juin 1955, puis Ginette Doyen, le 16 décembre 1955 (Concertos K. 488, K. 271 et K. 467 de Mozart).
Hewitt poursuit encore sa carrière dans les studios d'enregistrement pendant plusieurs années.

## Discographie
Les enregistrements de M. Hewitt avec le Quatuor Capet figurent à la page 'Quatuor Capet'. On peut trouver sur le site de la B.N.F. et sur Youtube des enregistrements avec la Société des instruments anciens (mais sans Hewitt), ainsi que les enregistrements suivants de l'orchestre Maurice Hewitt, toujours sous la direction de Hewitt :
- Rameau, Six Concerts en Sextuor, Orchestre Hewitt, Les Discophiles français D.F.1, 1941 (six 78 tours, étiquette bleu-blanc-rouge sur le disque !)[72]). Réédité par Cascavelle, Flashback Music Collection (avec Les Indes Galantes) / Forgotten records 2021 (sans Les Indes Galantes).

- Mozart, Concerto pour clarinette en la majeur KV 622, François Étienne, clarinette, Orchestre Hewitt, Discophiles français D.F.2, 1940 puis D.F. 730-042, 1961 / / Forgotten records 2010

- François Couperin, L'impériale (DF11-13) L'Apothéose de Lully (DF 14-16), 78t, 1941, Orchestre de Chambre Hewitt, 'Discophiles Français'

- Rameau, Les Indes galantes : Ballet Héroïques, 1948, Orchestre Hewitt, avec Irène Joachim, Raymond Malvasio (1909-1987), Camille Maurane et le  Chœur Yvonne Gouverné. Réédité par Cascavelle VEL 3092.

- Mozart, Sérénades pour instruments à vent ; Sérénade en si bémol pour 13 instruments à vent K 361, Ode funèbre (Maurerische Trauermusik) KV 479a. Ensemble Instrumental Hewitt, Discophiles français D.F. 9-10, 1948

- Mozart, Symphonie parisienne n°2 ; Symphonies 32 à 34, Orchestre Hewitt. Discophiles français, janvier 1951 (enregistrement salle Apollo à Paris) / Forgotten records, 2012

- Mozart, Concertos K466 and K488, Marcelle Meyer, Orchestre Hewitt, Discophiles français D.F. 37

- Schubert, Symphonies 4 et 8, Orchestre Hewitt, Discophiles français D.F. 50, 1951, Forgotten records 2009

- Mozart, Symphonies 40 et 41 (1951), Sénérade K. 525, Orchestre Hewitt, Discophiles français D.F. 38 (1952) / Forgotten records 2016

- Mozart, Divertissement Pour Cordes Et Cors En Si Bémol (K 287), Orchestre Hewitt, Discophiles Français D.F. 41

- Bach, Suites pour Orchestre, avec Jean-Pierre Rampal Orchestre Hewitt, Discophiles français, D.F. 22-23, 1952 et Forgotten records (Rennes), 2009.

- Beethoven, Symphonie n° 7 (D.F. 62, 1952) Coriolan (1953), Egmont (1953), Orchestre Hewitt, Les Discophiles Français , DF 88-90 / Forgotten records 2015

- Mozart, Ouverture Parisienne K311a Et Ouverture Italienne k318, Orchestre Hewitt, Discophiles Français D.F. 63

- Mozart, Ode funèbre en ut mineur, K477, Orchestre Hewitt, Discophiles français D.F. 68, 1952 / Forgotten records 2010. Article à la sortie dans Les Ondes[72]

- Beethoven, Symphonies 4 et 5, Orchestre Hewitt, Discophiles français D.F. 61, 1952 et Forgotten records (Rennes), 2017.

- Maurice Thiriet, Suite à danser ; Jacques Castérède, Suite à danser, Orchestre Hewitt, Les Discophiles français SD5 1953 / Forgotten records 2011

- Jean Wiéner, Suites à danser n° 1 et 2 et Marcel Delannoy, Suite à danser "Jeunesse", Orchestre Hewitt, Discophiles Français SD2 1953 / Forgotten Records 587, 2013

- Haendel, Water Music, Enregistrement intégral. Orchestre de Chambre Hewitt dir. Maurice Hewitt, Les Discophiles, DF74 + DF 730.043 (1961), réédité par Forgotten Records, 2009

- Mozart, Menuets K. 585, 599, 601, 604, Orchestre Hewitt, Les Discophiles français D.F. 66-67, 1962 / Forgotten records (Rennes), 2008

- Rameau, Jean-Philippe Rameau, First Recordings, Complete Recordings & Masterpieces, The Intense Media 600226 (9 CD)

- Marcelle Meyer, The Complete HMV recordings : 1951-1976 EMI (384699): Hewitt à la tête de son orchestre pour au moins une œuvre, peut-être les concertos K466 and K488 (Discophiles français D.F. 37) : Warner Music - P 2015[73].

Fastes et divertissements de Versailles
En 1957-1958 sortent chez Philips cinq disques de l'orchestre dirigé par Hewitt, avec le concours des plus grands artistes : Janine Micheau, Michel Sénéchal, Claudine Collart…
- 1. La Musique Et Les Salons (1957) : réédité par Forgotten records, 2010

a) Jean-Marie Leclair : Concerto pour violon et orchestre en la majeur op. 7, n° 6, Charles Cyroulnik (violon), Orchestre de chambre Hewitt 
b) François Francœur : Sonate No. 6 du Deuxième Livre de sonates à violon seul et basse continue, Charles Cyroulnik (1923-2003), Marcelle Charbonnier (clavecin), Marie-Anne Mocquot (viole de gambe).
c) Michel Blavet : Sonate pour Flûte Op. 3 No. 2, Christian Lardé, Marcelle Charbonnier, Marie-Anne Mocquot
- 2. La Musique Et La Cour (1957)

a) Couperin, L'Apothéose De Lully, Orchestre de chambre Hewitt
b) Michel Corrette, Concerto En Sol Majeur "Con Tre Flûti Obligatti", Op. III N° 6 avec les flûtistes André Saguier, Georges Boo et Lucien Lavaillotte (1898-1968).
- 3. La Musique Et La Scène (1957) :

a) Michel-Richard de Lalande, Les fontaines de Versailles avec Claudine Collart, Geneviève Moizan (1923-2020), Berthe Montmart; Marie-Thérèse Kahn ; Michel Sénéchal ; Jacques Dutey, Bernard Cottret, Xavier Depraz ; Orchestre Hewitt.
b) Nicolas Bernier, Cantate n°4 'Le Café', du Troisième livre de cantates françoises, avec Christian Lardé, Marcelle Charbonnier, M. A. Mocquot, Jeanine Micheau
- 4. La Musique Et L'Eglise (1958), avec une présentation due à Jacques Bordeneuve

a) Antoine Boesset, Magnificat; avec l'Ensemble vocal Roger Blanchard et Marie-Louise Girod, orgue 
b) Henry Du Mont, Dialogus de anima, avec Camille Maurane, Xavier Depraz, et Marie-Louise Girod, orgue 
c) Louis Marchand, Cantiques spirituels de Jean Racine No. 3, avec Michel Roux- M.L. Girod (orgue) et Orchestre de chambre Maurice Hewitt.
d) Nicolas Bernier, Motet, Op. 1 No. 23 'O triumphantis Jerusalem', Elévation à deux voix avec symphonie (Réalisation et transcription de Louis Saguer. "Réaliser" est ici "Développer une transcription, d'après des indications succinctes", CNRTL.) 
e) André Lefèvre, Motet No. 4 "Coronate", avec Jeannine Collard, Petre Munteanu (ténor), M-L Girod, clavecin), Orchestre de chambre Maurice Hewitt 
- 5. L'Instrument Soliste, avec Marcelle Charbonnier, clavecin

a) Louis Marchand, Pièces de clavecin, Livre Ier et Livre second 
b) Louis-Nicolas Clérambault, Suite en ut majeur et Suite en ut mineur

### Musique
- Dictionnaire de la musique ([Nouvelle éd.])[75] sous la direction de Marc Vignal, Larousse (Paris) 2005
- Francis-Paul Demillac (1917-2014), J. Guy Ropartz ou la recherche d'une vocation : l'oeuvre littéraire du maître et ses résonances musicales, 1967
- René Dumesnil (1879-1967), Le monde des musiciens, 1924
- Hervé Le Boterf (1921-2000), La vie parisienne sous l'Occupation, et Le théâtre en uniforme : le spectacle aux armées, de la drôle de guerre aux accords d'Évian
- Marc Pincherle (1888-1974), L'orchestre de chambre, 1948, et Les instruments du quatuor (3e éd. mise à jour) Presses universitaires de France (Paris) 1970
- Karine Le Bail, La musique au pas. Être musicien sous l'Occupation. CNRS Éditions 2016

### Déportation
- Olga Wormser-Migot (1912-2002), Le système concentrationnaire nazi (1933-1945), Paris, 1968
- Konzentrationslager Buchenwald 1937-1945. Begleitband zur ständigen historischen Ausstellung, publié par le Mémorial Buchenwald, Göttingen 1999
- Dominique Orlowski (dir.) (préf. Bertrand Herz, Michèle Abraham …), Buchenwald par ses témoins : histoire et dictionnaire du camp et de ses kommandos, Paris, Belin, 2014, 224 p.  (ISBN 978-2-7011-8962-8), (OCLC 903950988)
- Boris Taslitzky (1911-2005), Cent onze dessins faits à Buchenwald, préface de Julien Cain, Hautefeuille (Versailles), 1978 http://boris-taslitzky.fr/anglais/dessins/guerre-Buchenwald/dessins-de-guerre.htm
- Renée Billot (1929-....), Léon Delarbre, le peintre déporté : croquis d'Auschwitz, Buchenwald et Dora